# GNU toolchain
GNU toolchain — набор созданных в рамках проекта GNU пакетов программ, необходимых для компиляции и генерации выполняемого кода из исходных текстов. Являются стандартным средством разработки программ и ядра Linux.

## Состав
- заголовочные файлы ядра Linux,
- binutils (компоновщик ld, ассемблер as и другие программы),
- GNU Compiler Collection — набор компиляторов,
- стандартная библиотека языка Си — GNU libc или другая, например uClibc или dietlibc,
- GNU make,
- autotools (autoconf и др.).

## GCC
GNU Compiler Collection (GCC) — набор компиляторов проекта GNU.
Компиляторы GNU разработаны и поддерживаются сообществом GNU. Это свободное программное обеспечение, распространяемое FSF. Они используются для компиляции большинства программ проекта и множества других. GNU Compiler Collection состоит из двух частей — набора компиляторов с разных языков в абстрактное синтаксическое дерево, независимое от языка и процессора (такие компиляторы называются front ends) и набора «компиляторов», превращающих дерево в объектный код для разных процессоров (такие программы называются back ends). Такая схема позволяет делать код мобильным: любой код, скомпилировавшийся для одного процессора, скорее всего скомпилируется и для остальных. Сейчас написаны фронт-энды для самых разных языков программирования и бэк-энды для всех основных процессоров, включая используемые в PDA.

## Программы разработчика
Эти программы нужны тем, кто занимается программированием, исправлением ошибок, дополнением программ.
- ctags — индексатор имён (используется текстовыми редакторами для навигации по именам функций)
- gdb — отладчик
- gprof — профайлер
- info — гипертекстовая справочная система
- cscope — средство для навигации по коду